# Мильоре, Челестино
Челестино Мильоре (итал. Celestino Migliore; род. 1 июля 1952, Кунео, Италия) — итальянский прелат и ватиканский дипломат. Титулярный архиепископ Каноссы с 30 октября 2002 года. Постоянный наблюдатель Святого Престола в ООН с 30 октября 2002 года по 30 июня 2010 года. Апостольский нунций в Польше с 30 июня 2010 года по 28 мая 2016 года. Апостольский нунций в России с 28 мая 2016 года по 11 января 2020 года. Апостольский нунций в Узбекистане с 21 января 2017 года по 11 января 2020 года. Апостольский нунций во Франции с 11 января 2020 года.

## Образование
Рукоположенный во священника 25 июня 1977 года, архиепископ Мильоре имеет степень магистра богословия от Центра теологических изучений в Фоссано, Италия, и лиценциат и докторантуру в каноническом праве от Папского Латеранского Университета в Риме. В 1980 году после окончания Папской Церковной Академии начал дипломатическую карьеру. Говорит на итальянском, французском, польском и английском языках. Учит русский язык.

## На дипломатической службе Святого Престола
Архиепископ Мильоре служил атташе и вторым секретарём Апостольской делегации в Анголе с 1980 года по 1984 год. В 1984 году был назначен в Апостольскую нунциатуру в Соединенных Штатах Америки, затем в 1988 году был назначен в Апостольскую нунциатуру в Египте, а в 1989 году назначен в Апостольскую нунциатуру в Варшаве, Польша. В 1992 году стал специальным посланником при Совете Европы в Страсбурге, Франция, с 1995 года служил заместителем секретаря Секции по отношениям с государствами Государственного Секретариата Святого Престола в Ватикане.
В период своего срока службы заместителем секретаря по отношениям с государствами он также отвечал за установление дипломатических отношений со странами, которые ещё не имели формальных отношений с Ватиканом. В этой роли вёл переговоры с делегациями Китая, Вьетнама, Северной Кореи, участвовал в конференциях Организации Объединённых Наций. Он также преподавал церковную дипломатию в Папском Латеранском Университете, как приглашённый профессор.

### Постоянный наблюдатель Святого Престола при ООН

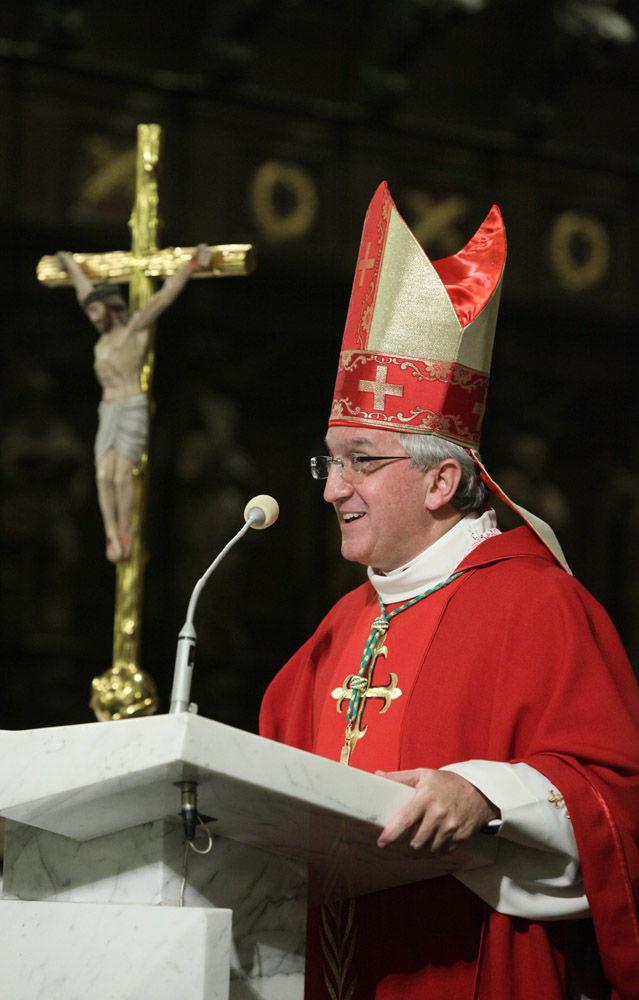
Челестино Мильоре

30 октября 2002 года Его Святейшество папа римский Иоанн Павел II назначил архиепископа Мильоре на пост постоянного наблюдателя (должность эквивалентная послу) при Организации Объединённых Наций. Он четвёртый человек, который служит в этой роли. В то же самое время он был также назначен титулярным архиепископом Каноссы.
Одним из главных моментов в течение срока пребывания архиепископа Мильоре как постоянного наблюдателя при ООН было пасторское посещение папой римским Бенедиктом XVI штаб-квартиры Организации Объединённых Наций 18 апреля 2008 года, в ходе которого папа римский встретился с Генеральным секретарем ООН Пан Ги Муном, и обратился к Генеральной Ассамблее.

### Нунций в Польше
Архиепископ Мильоре был назначен апостольским нунцием в Польше 30 июня 2010 года вместо архиепископа Юзефа Ковальчика, который ранее был назначен архиепископом Гнезно и примасом Польши. 28 мая 2016 года освобождён от должности нунция в Польше, в связи с назначением нунцием в России.

### Нунций в России и Узбекистане
28 мая 2016 года назначен нунцием в Российской Федерации. 9 ноября 2016 года вручил верительные грамоты Президенту России Владимиру Путину.
21 января 2017 года назначен по совместительству апостольским нунцием в Узбекистане.

### Нунций во Франции
11 января 2020 года Папа Франциск назначил монсеньора Челестино Мильоре апостольским нунцием во Франции.

## Награды
Государственные награды
- Великий офицер ордена «За заслуги перед Итальянской Республикой» (19 января 1999)[7].
- Командор со звездой ордена Заслуг перед Республикой Польша (22 июня 2016)[8].
- Почётный знак МИД Польши «Bene Merito» (1 июля 2016)
- Крест Президента Словацкой Республики II степени (22 октября 2002, Словакия)[9].

Муниципальные награды
- Медаль мэра города Быдгощ (Польша)[10].

Династические награды
- Большой крест ордена святых Маврикия и Лазаря (Савойская династия, 2003 год)[11].

## Ученые званияHonoris causa
- Почётный доктор Папского университета Иоанна Павла II в Кракове[12].
- Почётный доктор Папского факультета теологии во Вроцлаве (2015 год)[13].